# Depotfund i Irland
Depotfund fra Irland er af en række arkæologiske depotfund bestående af mønter, smykker, metalgenstande og andre værdifulde genstande, som er blevet fundet på øen Irland (Republikken Irland og Nordirland). Det inkluderer både depotfund, der er blevet nedgravet med henblik på at hente den på et senere tidspunkt og offerfund der ikke skulle findes igen, men ekskluderer gravgaver og enkeltgenstande der er fundet uden forbindelse til andre fund. Listen er inddelt efter den arkæologiske eller historiske periode, som fundet tilhører.

## Fund fra stenalder
Tabellen nedenfor lister depotfund, der er dateret til yngre stenalder omkring 4500-2500 f.v.t.
| Depotfund   | Billede                              | Datering | Sted for opdagelse                                                                          | Fundtidspunkt | Nuværende lokation     | Contents                      |
| ----------- | ------------------------------------ | -------- | ------------------------------------------------------------------------------------------- | ------------- | ---------------------- | ----------------------------- |
| Malonfundet | 16 porcellanit-økser fra Malonfundet |          | Danesfort House, Malone Road, Belfast County Antrim 54°34′16″N 5°56′42″V / 54.571°N 5.945°V | 1869–1918     | Ulster Museum, Belfast | 19 polerede porcellanit-økser |

## Fund fra bronzealderen
Tabellen nedenfor lister depotfund, der er dateret til bronzealderen omkring 2500-700 f.v.t.
| Depotfund              | Billede | Datering          | Sted for opdagelse                                                           | Fundtidspunkt | Nuværende lokation                                                                                    | Contents                                                                                         |
| ---------------------- | ------- | ----------------- | ---------------------------------------------------------------------------- | ------------- | --- | ------------------------------------------------------------------------------------------------ |
| Ballinesker-skatten    |         | 700-tallet f.v.t. | Ballinesker County Wexford 52°23′46″N 6°21′32″V / 52.396°N 6.359°V           | 1990          | National Museum of Ireland, Dublin                                                                    | 2 guldklædespænder 1 guldarmbånd 2 guldskiver 3 guldæsker                                        |
| Ballytegan-skatten     |         | 0000              | Ballytegan County Laois 53°03′22″N 7°18′25″V / 53.056°N 7.307°V              | 1967          | National Museum of Ireland, Dublin                                                                    | 2 øksehoveder i bronze, 1 bronzearmbånd og flere bronzeringe og nåle                             |
| Coggalbeg-skatten      |         | 2300-1800 f.v.t.  | Coggalbeg County Roscommon 53°43′34″N 8°09′07″V / 53.726°N 8.152°V           | 1945          | National Museum of Ireland, Dublin                                                                    | 1 guld halssmykke 2 guldplader                                                                   |
| Derrinboy-skatten      |         | 1300-1200 f.v.t.  | Derrinboy County Offaly 53°09′18″N 7°43′05″V / 53.155°N 7.718°V              | 1957 or 1958  | National Museum of Ireland, Dublin                                                                    | 1 guldhalskæde 2 guldbånd 2 guldringe                                                            |
| Dowris-skatten         |         | 800-600 f.v.t     | Whigsborough, nær Birr County Offaly 53°10′01″N 7°52′08″V / 53.167°N 7.869°V | 1825 or 1833  | National Museum of Ireland, Dublin British Museum, London                                             | 5 sværd 44 spydspidser 43 økser 26 horn 44 crotaler (rangler) 3 bronzespande 1 kedel             |
| Kilmoyly-skatten       |         | 800-700 f.v.t.    | Kilmoyly North County Kerry 52°22′12″N 9°46′16″V / 52.370°N 9.771°V          | 1940          | National Museum of Ireland, Dublin                                                                    | 3 guldarmbånd 1 guldklædespænde                                                                  |
| Mooghaun North-skatten |         | Sen bronzealder   | nær Mooghaun Fort, County Clare                                              | 1854          | Hovedsageligt gået tabt; 29 genstande findes på National Museum of Ireland og British Museum i London | Sandsynligvis over 200 guldgenstande hovedsageligt simple armbånd samte torques, kraver og barre |

## Fund fra jernalderen
Tabellen nedenfor lister depotfund, der er dateret til jernalderen omkring 700 f.v.t. til år 400 e.v.t.
| Depotfund         | Billede                   | Datering                | Sted for opdagelse                                                      | Fundtidspunkt | Nuværende lokation                 | Contents |
| ----------------- | ------------------------- | ----------------------- | ----------------------------------------------------------------------- | ------------- | ---------------------------------- | --- |
| Broighter-skatten | Båd fra Broighter-skatten | Første århundrede       | nær Limavady County Londonderry 55°04′23″N 6°59′02″V / 55.073°N 6.984°V | 1896          | National Museum of Ireland, Dublin | 1 guld modelskip 1 guld modelkedel 2 guldhalskæder 2 drejede guldtorque-halssmykker 1 hul torque eller krave |
| Dooyork-skatten   |                           | 200 f.v.t. - 100 e.v.t. | Dooyork County Mayo 54°06′22″N 9°55′59″V / 54.106°N 9.933°V             | 2001          | National Museum of Ireland, Dublin | 4 guld torquehalsmykker 3 bronzearmbånd 7 ravperler                                                          |

## Romerske depotfund
Tabellen nedenfor lister depotfund med romerske mønter eller sølvgenstande. Der er ganske få romerske depotfund i Irland, da landet aldrig var en del af Romerriget, og de romerske skattefund, som er blevet lokaliseret, antages at være plyndret fra Storbritannien.
| Depotfund         | Billede                                             | Datering          | Sted for opdagelse                                                    | Fundtidspunkt | Nuværende lokation                            | Contents                                                                   |
| ----------------- | --------------------------------------------------- | ----------------- | --------------------------------------------------------------------- | ------------- | --------------------------------------------- | -------------------------------------------------------------------------- |
| Balline-skatten   |                                                     | late 4th century  | Balline County Limerick 52°23′56″N 8°27′18″V / 52.399°N 8.455°V       | 1940          | National Museum of Ireland, Dublin            | 4 sølvbarrer og 3 sølvtallerkner                                           |
| Coleraine-skatten | Brudsølv, sølvbarer og mønter fra Coleraine-skatten | early 5th century | Ballinrees County Londonderry 55°06′29″N 6°45′43″V / 55.108°N 6.762°V | 1854          | British Museum, London Ulster Museum, Belfast | 1.701 romerske sølvmønter, en sølvskål og over 6 kg sølvbarrer og brudsølv |

## Fund fra den tidlige middelalder
Tabellen nedenfor lister depotfund, der er dateret til den tidlige middelalder fra omkring 400-1100.
| Depotfund         | Billede           | Datering           | Sted for opdagelse                                                      | Fundtidspunkt | Nuværende lokation                 | Contents |
| ----------------- | ----------------- | ------------------ | ----------------------------------------------------------------------- | ------------- | ---------------------------------- | --- |
| Ardagh-kalken     | Ardagh alterkalk  | early 10th century | Ardagh Fort County Limerick 52°29′42″N 9°03′43″V / 52.495°N 9.062°V     | 1868          | National Museum of Ireland, Dublin | 1 sølv alterkalk 1 bronzekalk 4 forsølvede brocher.                                                                        |
| Derrynaflanfundet | Derrynaflankalken | early 10th century | nær Killenaule County Tipperary 52°34′01″N 7°40′08″V / 52.567°N 7.669°V | 1980          | National Museum of Ireland, Dublin | Et sæt af liturgiske beholdere bestående af en sølvkalk, en sølvad, et stativ til fadet og en sølvske samt et bronzebasin. |

## Vikingefund
Tabellen nedenfor lister depotfund, der er forbindes til vikingernes tilstedeværelse i Irland fra 800 til ca. 1000.
| Depotfund            | Billede | Datering             | Sted for opdagelse                                                  | Fundtidspunkt | Nuværende lokation | Contents                |
| -------------------- | ------- | -------------------- | ------------------------------------------------------------------- | ------------- | ------------------ | ----------------------- |
| Mullaghboden-skatten |         | Midten af 800-tallet | Mullaghboden County Kildare 53°08′24″N 6°39′29″V / 53.140°N 6.658°V | 1871          |                    | 11 karonlingiske mønter |

## Fund fra middelalderen
Tabellen nedenfor lister depotfund, der er dateret til middelalderen fra 1066 til omkring 1500.
| Depotfund           | Billede | Datering                  | Sted for opdagelse                                                | Fundtidspunkt | Nuværende lokation | Contents                              |
| ------------------- | ------- | ------------------------- | ----------------------------------------------------------------- | ------------- | ------------------ | ------------------------------------- |
| Armagh City-skatten |         | Slutningen af 1300-tallet | nær Armagh County Armagh 54°20′56″N 6°39′17″V / 54.349°N 6.6546°V | 1998          | Ulster Museum      | 35 sølvmønter med en værdig på £1.800 |

## Post-middelalderlige fund
Tabellen nedenfor lister depotfund, der er dateret til 1536 eller senere efter Henrik 8.'s generobing af landet. De fleste af disse fund er fra elisabethansk tid (1558–1603), hvor 9-årskrigen (1594–1603) skabte stor ustabilitet i Irland, og særligt i Ulster.
| Depotfund                    | Billede | Datering                  | Sted for opdagelse                                                                         | Fundtidspunkt | Nuværende lokation     | Contents                                                                                           |
| ---------------------------- | ------- | ------------------------- | ------------------------------------------------------------------------------------------ | ------------- | ---------------------- | -------------------------------------------------------------------------------------------------- |
| Armagh Castle Street-skatten |         | Slutningen af 1500-tallet | Castle Street, Armagh County Armagh 54°20′49″N 6°39′22″V / 54.347°N 6.656°V                | 1976          | Ulster Museum, Belfast | 135 irske groater                                                                                  |
| Carrick-on-Suir-skatten      |         | Slutningen af 1600-tallet | 76 Main Street, Carrick-on-Suir County Tipperary 52°20′45″N 7°24′45″V / 52.3458°N 7.4125°V | 2013          |                        | 81 guldguinear og halv guinearer, dateret til Charles 2., James 2., Vilhelm og Maria og Vilhelm 3. |